# Штелвиу
Штелвиу Роза да Круш (порт. Stélvio Rosa da Cruz; 24 января 1989, Луанда, Ангола) — ангольский футболист, имеющий португальское гражданство полузащитник клуба «Мондерканж». Выступал за сборную Анголы.

## Карьера

### Клубная
Воспитанник футбольной академии «Браги», в составе этого клуба провёл 19 матчей в рамках Лиги Сагреш. Дебютировал в её составе 11 ноября 2007 в матче против «Спортинга» из Лиссабона (победа 3:0). Также выступал на правах аренды в «Униан Лейрии» (в ней дебютировал 16 августа 2009 в матче против «Риу Аве», игра завершилась ничьей 1:1), «Примейру де Агошту» и «Либоло». 31 августа 2011 покинул «Брагу». В состав люксембургского клуба «Ф91 Дюделанж» присоединился в 2013 году. Штелвиу сыграл за клуб из Дюделанжа 104 матча в национальном чемпионате. В июле 2019 года, после шести лет в Люксембурге в клубе «Ф91 Дюделанж», где он получил несколько командных наград, 30-летний Штелвиу переехал в Бельгию в клуб «Виртон» по однолетнему контракту.

### В сборной
Выступал за юношеские сборные Португалии: за команду до 19 лет сыграл на чемпионате Европы 2007 в Австрии, выступал также за молодёжную сборную Португалии с 2007 по 2009 годы, однако позднее предпочёл выступать за сборную своей родины. В составе команды Анголы дебютировал 10 октября 2009 в товарищеском матче против Мали и выступил на домашнем Кубке Африки 2010.